# Kup Jugoslavenskog nogometnog saveza 1923
La Kup Jugoslavenskog nogometnog saveza 1923., in serbo Куп Југословенског ногометног савеза 1923. (in italiano Coppa della Federcalcio jugoslava 1923), fu la prima edizione della Coppa del Regno dei Serbi, Croati e Sloveni.
Era organizzata dalla Federazione calcistica della Jugoslavia (JNS), e si disputò in un'unica giornata, il 14 ottobre 1923.

## Avvenimenti
Il 10 giugno 1923 si tenne a Bucarest una gara amichevole fra la nazionale romena e quella jugoslava, ed era previsto il ritorno nell'ottobre dello stesso anno a Zagabria, ma i romeni non poterono presentarsi alla partita per problemi finanziari. Di conseguenza, all'ultimo momento, si decise di organizzare una competizione di coppa tra le migliori quattro squadre della sottofederazione di Zagabria: Građanski, HAŠK, Concordia e Šparta.
Tutte le partite si sono svolte nello stesso giorno, 14 ottobre. Le semifinali si sono svolte secondo un apposito regolamento, con il tempo totale di 30 minuti, anziché 90. Građanski e HAŠK si sono incontrati in finale ed a prevalere sono stati questi ultimi per 2–0, entrambe le marcature sono state segnate da Eugen Placeriano. Al termine della gara, la coppa è stata consegnata alla squadra vincitrice dal presidente della federazione, Miroslav Petanjek.
L'anno successivo si disputò nuovamente la coppa, ma con un format diverso: anziché squadre di club, le protagoniste furono le rappresentative delle varie sottofederazioni.

## Semifinali
| Squadra 1                 | Risultato | Squadra 2          |
| ------------------------- | --------- | ------------------ |
| Zagabria, 14 ottobre 1923 |           |                    |
| Concordia Zagabria        | 1 – 0     | Građanski Zagabria |
| HAŠK Zagabria             | 1 – 0     | Šparta Zagabria    |

## Finale
| Squadra 1                 | Risultato | Squadra 2          |
| ------------------------- | --------- | ------------------ |
| Zagabria, 14 ottobre 1923 |           |                    |
| HAŠK Zagabria             | 2 – 0     | Concordia Zagabria |